# Рокитниця (Ковельський район)

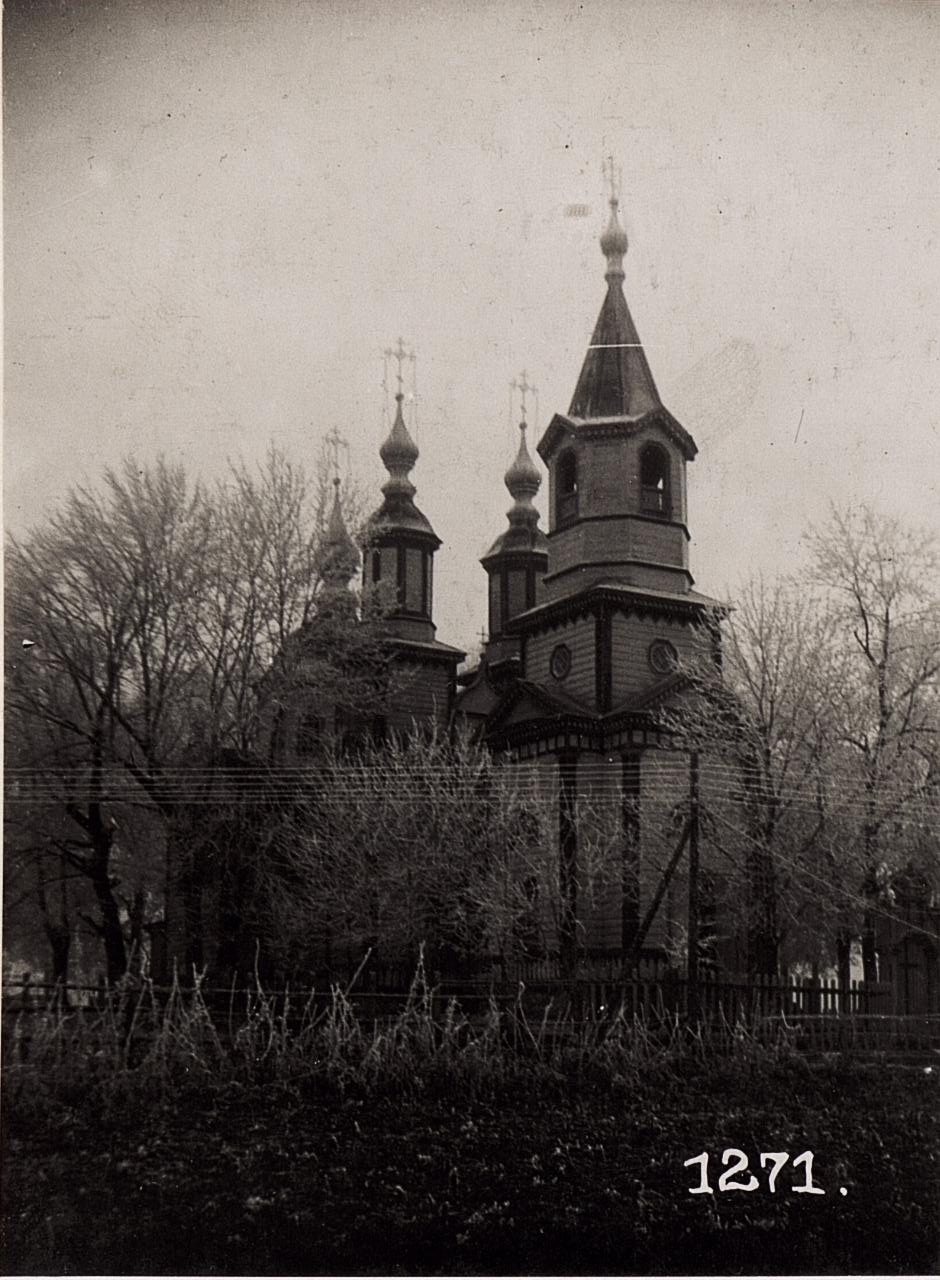
Місцева церква(1918)

Роки́тниця — село в Україні, у Колодяжненській сільській громаді Ковельського району Волинської області. Населення становить 362 осіб.

## Історія
У 1906 році село Любитівської волості Ковельського повіту Волинської губернії. Відстань від повітового міста 12 верст, від волості 6. Дворів 78, мешканців 517.

## Населення
Згідно з переписом УРСР 1989 року чисельність наявного населення села становила 438 осіб, з яких 203 чоловіки та 235 жінок.
За переписом населення України 2001 року в селі мешкало 356 осіб. 100 % населення вказало своєю рідною мовою українську мову.